# Missy Mila Twisted Tales
Missy Mila Twisted Tales (no Brasil Contos de Mila e em Portugal Emília, a Contadora de Histórias ou Os Contos da Mila) é uma série de animação computadorizada.

## Enredo
O desenho conta a história da personagem Mila, uma menina de 8 anos. A cada episódio, Mila convida as crianças a participar, fazendo perguntas. Contos de Mila possui 52 episódios produzidos pela produtora francesa Planet Nemo Productions. Desde 16 de novembro de 2012 a série é exibido no canal infantil Gloob. Em Portugal, a série foi exibida no canal RTP 2 sob o nome de Emília, a Contadora de Histórias e no Canal Panda sob o nome de Os Contos de Mila.

## Episódios
- 01 - A Princesa Escondida
- 02 - O Tupulupo
- 03 - Baba Yaga, a Bruxa
- 04 - A Última Mentira de Djoah
- 05 - Pibou e o Urso
- 06 - Etabri-Lobo, o Dedo-duro
- 07 - O Jumento e o Rei
- 08 - As Casas dos Irmãos Porquinhos
- 09 - Elvis
- 10 - Capitão Narigudo, o Pirata
- 11 - O Tesouro do Duende
- 12 - Aurélio, o Zombador
- 13 - A Charada de Pancho Pimento
- 14 - Sapeca, a Sapa
- 15 - Príncipe Gabo
- 16 - Dona Preguicinha
- 17 - Bagunceira, a Ogra
- 18 - O Segredo da Sereia
- 19 - O Fantasma Que Não Assustava Ninguém
- 20 - Quentin e o Dragão
- 21 - Tunde, o Elefante Ginorme
- 22 - Chantal e Noêmia
- 23 - Lisa Avarenta
- 24 - Pequenino
- 25 - Os Dois Tinanooks
- 26 - A Princesa Ribbit
- 27 - O Violão Mágico
- 28 - O Senhor Groniouche
- 29 - O Crocodilo e o Macaco
- 30 - Os Namorados das Duas Ilhas
- 31 - Takeo e Os Três Fantasmas
- 32 - Que Ladrão!
- 33 - Zhou e o Elefante Voador
- 34 - As Cerejas do Inverno
- 35 - Lisimba Toma uma Decisão
- 36 - A Vaca e o Coelho
- 37 - Gustavo, um rei muito mimado
- 38 - O Caldeirão Mágico
- 39 - O Rei Estourado
- 40 - O Marido da Bruxa
- 41 - Os Elfos Mágicos

...
- 43 - O Marido da Bruxa

...
- 45 - A Rainha Valente
- 46 - Dani e Golias
- 47 - O Coelhinho e a Lua
- 48 - Simão e as Quatro Estações
- 49 - Os Três Desejos
- 50 - Os Apaixonados de Plouhinec
- 51 - O Teste de Boa Noite
- 52 - O Natal de Matias

Em breve outros...